# Omni Hotels & Resorts
Omni Hotels & Resorts est un groupe hôtelier américain. Fondé en 1958, il a son siège à Dallas, au Texas.

## Quelques hôtels gérés
- L'Omni Bedford Springs Resort à Bedford, en Pennsylvanie.
- L'Omni Fort Worth Hotel, à Fort Worth, au Texas.
- L'Omni Grove Park Inn, à Asheville, en Caroline du Nord.
- L'Omni La Mansión del Rio, à San Antonio, au Texas.
- L'Omni San Diego Hotel, à San Diego, en Californie.
- L'Omni Severin Hotel, à Indianapolis, en Indiana.
- L'Omni William Penn Hotel, à Pittsburgh, en Pennsylvanie.